# 中央司令部 (以色列)
中央司令部（希伯来语：פיקוד מרכז）是以色列國防軍下轄的一个地區性的司令部。位于約旦河西岸地區（约旦河西岸师）、耶路撒冷、沙龙平原、特拉維夫都會區和示非拉地区的部队受其指揮。

## 歷史
在1948年阿拉伯-以色列戰爭期间，與约旦作戰的以色列國防軍部隊主要受中央司令部指揮。在第三次中东战争期间，負責占领約旦河西岸地區的以色列國防軍部隊依然受中央司令部指揮。
2010年底，以色列国防军在约旦河西岸及周边地区部署的部队数量創下了历史新低。